# Penina

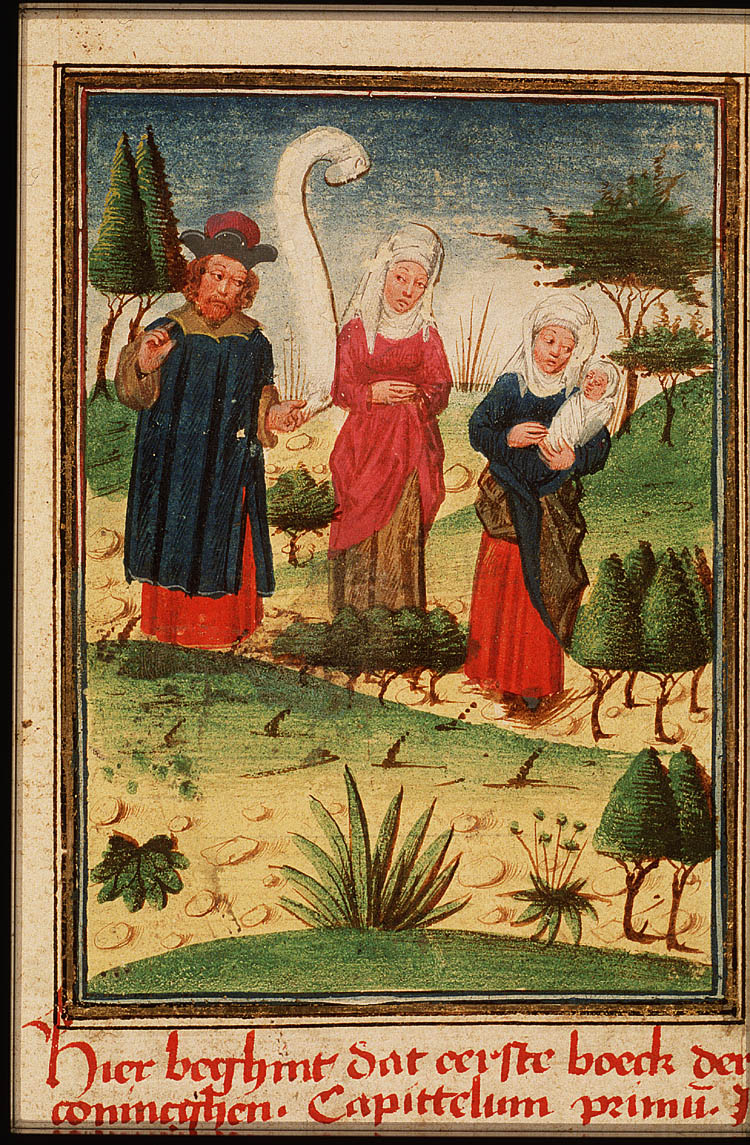
Ilustração de Elcana e suas duas esposas retornando para Ramá

Penina é uma personagem bíblica do Antigo Testamento, mencionada no livro de I Samuel como uma das esposas de Elcana que foi o pai do profeta Samuel.
Segundo o texto Bíblico, Penina era fértil e tinha filhos enquanto a outra esposa, Ana não gerava descendentes para Elcana. No entanto, Ana era mais amada do que Penina.
Num determinado momento da história dessas duas mulheres, Deus cura a esterilidade de Ana e ela passa a gerar filhos tornando-se a mãe de um dos mais grandiosos heróis da história de Israel.